# Ruellia
Ruellia es un género de plantas con flores perteneciente a la familia Acanthaceae. El género tiene 912 especies de hierbas descritas y de estas, solo 162 aceptadas.

## Descripción
Son hierbas perennes o arbustos. Hojas elípticas, ovadas, ovado-lanceoladas, obovadas u oblongo-espatuladas, ápice acuminado u obtuso, base atenuada o aguda, los márgenes enteros, undulados, crenados o dentados. Inflorescencias de varias formas, terminales o axilares, o las flores solitarias, éstas frecuentemente grandes y vistosas, regulares, a veces curvadas, pediceladas o sésiles; corola generalmente infundibuliforme, azulada, blanca, amarilla o roja, el tubo generalmente angosto y la porción ensanchada frecuentemente campanulada. Frutos claviformes, elípticos o cilíndricos.

#### Información adicional acerca de Puellia Humilas
La Puellia comúnmente llamada petunia silvestre, es una planta perenne nativa de Misuri que se encuentra en suelos secos en bosques abiertos, claros, praderas y campos en todo el estado, excepto en las lejanas tierras bajas del sudeste. 
La petunia silvestre crece a unos 30 cm de altura y se extiende 2 o 3 veces ese tamaño. La floración ocurre a lo largo de la punta del tallo con una o dos flores abiertas a la vez. Cada flor dura un día y después de que caen, nuevas flores se abren por encima de las anteriores. 
Presenta flores tubulares, en forma de campana, parecidas a petunias con flores de hasta 3 cm de largo, cada una con cinco lóbulos poco redondeados. El Período de floración de la puellia es desde mayo a octubre. Las flores aparecen individualmente o en racimos en las axilas superiores de las hojas.
La puellia no es muy conocida ni se usa mucho en viveros o jardines convencionales, pero el uso en jardines ha ido aumentando a medida que las plantas nativas se hacen más populares.
Por lo general sus hojas opuestas son de 2.5 pulgadas de largo por 1 pulgada de ancho y son de color verde claro a medio-verde con márgenes suaves y están cubiertas con pelos blancos y suaves en ambos lados. 
Este tipo de planta requiere de un sustrato rico en materia orgánica con añadidura de un poco de arena gruesa para favorecer el drenaje del agua de riego porque no tolera los encharcamientos. Se Riega a menudo, pero estas plantas es mejor aplicar un riego de menos que uno de más porque también puede resistir breves períodos de sequía. 
Se debe tomar en cuenta que durante el período otoño e invierno los riegos deben reducirse sensiblemente.
La Puellia se puede propagar fácilmente ya sea por semillas o por esquejes, aunque la forma más rentable y fácil de reproducir la Puellia es con esquejes, esquejes que se pueden conseguir al momento de realizar una poda quitando las puntas de esta.
Es una planta muy resistente a plagas y enfermedades, pero no descarte que por ser una planta resistente no será afectada por alguna plaga o enfermedad comúnmente de las petunias.

## Taxonomía

Ruellia tuberosa, India

El género fue descrito por Carlos Linneo y publicado en Species Plantarum 2: 634–635. 1753. La especie tipo es: Ruellia tuberosa L.
Etimología
Ruellia: nombre genérico que fue nombrado en honor de Jean Ruelle, herbalista y médico de Francisco I de Francia y traductor de varios trabajos de Dioscórides.

## Especies seleccionadas
| - Ruellia acutangula - Ruellia affinis (Schrad.) Lindau - Ruellia angustifolia - Ruellia angustior - Ruellia asperula - Ruellia blechum - Ruellia blumei Steud. - Ruellia brevicaulis - Ruellia brevifolia (Pohl) C.Ezcurra - Ruellia capitata - Ruellia caroliniensis (J.F.Gmel.) Steud. - Ruellia cernua Roxb. - Ruellia chartacea (T.Anderson) Wassh. - Ruellia ciliatiflora Hook. - Ruellia currorii - Ruellia densa - Ruellia devosiana Jacob-Makoy ex E.Morren - Ruellia fulgida Andrews - Ruellia geminiflora - Ruellia glanduloso-punctata - Ruellia hapalotricha - Ruellia helianthemum - Ruellia humilis - Ruellia hypericoides | - Ruellia incomta - Ruellia insignis - Ruellia kuriensis - Ruellia macrantha (Nees) Gower - Ruellia macrophylla Vahl - maravilla - Ruellia makoyana Hort.Makoy ex Closon - Ruellia menthoides - Ruellia neesiana - Ruellia nitens - Ruellia nudiflora (Engelm. & A.Gray) Urb. - Ruellia patula - Ruellia paulayana - Ruellia pohlii - Ruellia portellae - Ruellia prostrata Poir. - Ruellia puri - Ruellia rasa - Ruellia rosea (Nees) Hemsl. - Ruellia rufipila - Ruellia tuberosa L. - Ruellia verbaciformis - Ruellia villosa - Ruellia vindex - Ruellia zeylanica |